# 市原站 (兵庫縣)
市原站（日语：／ Ichihara eki */?）是位於兵庫縣西脇市市原町，西日本旅客鐵道（JR西日本）鍛冶屋線的鐵路車站（廢站）。

## 歷史
- 1921年（大正10年）5月9日：播州鐵道開設此站，當時為一般車站[1]。
- 1923年（大正12年）12月21日：路線轉讓給播丹鐵道。
- 1943年（昭和18年）6月1日：播丹鐵道國有化，成為鐵道省鍛冶屋線車站[1]。
- 1959年（昭和34年）8月20日：結束貨運業務（變為客運車站[1]）。
- 1973年（昭和48年）10月1日：結束行李起卸業務[2]。同時變為無人車站[3]（但是一年只會於日間派遣一個職員當值[4]）。
- 1987年（昭和62年）4月1日：伴隨國鐵分割民營化，車站由西日本旅客鐵道（JR西日本）營運[1]。
- 1990年（平成2年）4月1日：鍛冶屋線全線廢除，此站被廢除，同時站舍被廢除[1]。
- （日期不詳）：舊站舍復原，鍛冶屋線市原駅資料館竣工。

## 車站構造
在車站晩年，此站是一座地面車站，設有1面1線單式月台。此站設有木造站舍。此站是由播州鐵道股東，西脇商業銀行（太陽神戶銀行前身）創始人之一，當地大地主藤井滋吉出資興建。

## 車站周邊
車站附近設有田園地帶。在車站東邊設有杉原川。小學和A-COOP在河川對面岸。在車站西邊設有妙覺寺和市原森林公園。
- 小谷野美術館（日语：コヤノ美術館）西脇館 - 為國家登錄有形文化財[6]和縣的景觀形成重要建造物（日语：景観形成重要建造物等 (兵庫県指定)）[7]。
- 市原森林公園
- 西脇日野郵局
- 阿卡迪亞之門 - 國道427號上的藝術品。
- 西脇市立日野小學
- 天理教神日野分教會
- 妙覺寺
- 大歲神社
- Kzs Training Gym
- A-COOP（日语：エーコープ）西脇店
- 國道427號（日语：国道427号）
- 兵庫縣道144號西脇口吉川神戶線（日语：兵庫県道144号西脇口吉川神戸線）
- 兵庫縣道296號中安田市原線（日语：兵庫県道296号中安田市原線）
- Wing神姬（日语：ウイング神姫）「市原」巴士站
- 杉原川（日语：杉原川）
  - 市原大橋 - 跨越杉原川的橋樑。

## 現狀
在廢站後，車站遺址的舊站舍復原，成為鍛冶屋線市原站資料館。在資料館北邊放置了2輛KiHa30形柴油列車作靜態保存。車站附近的藤井滋吉舊宅變為小谷野美術館西脇館。

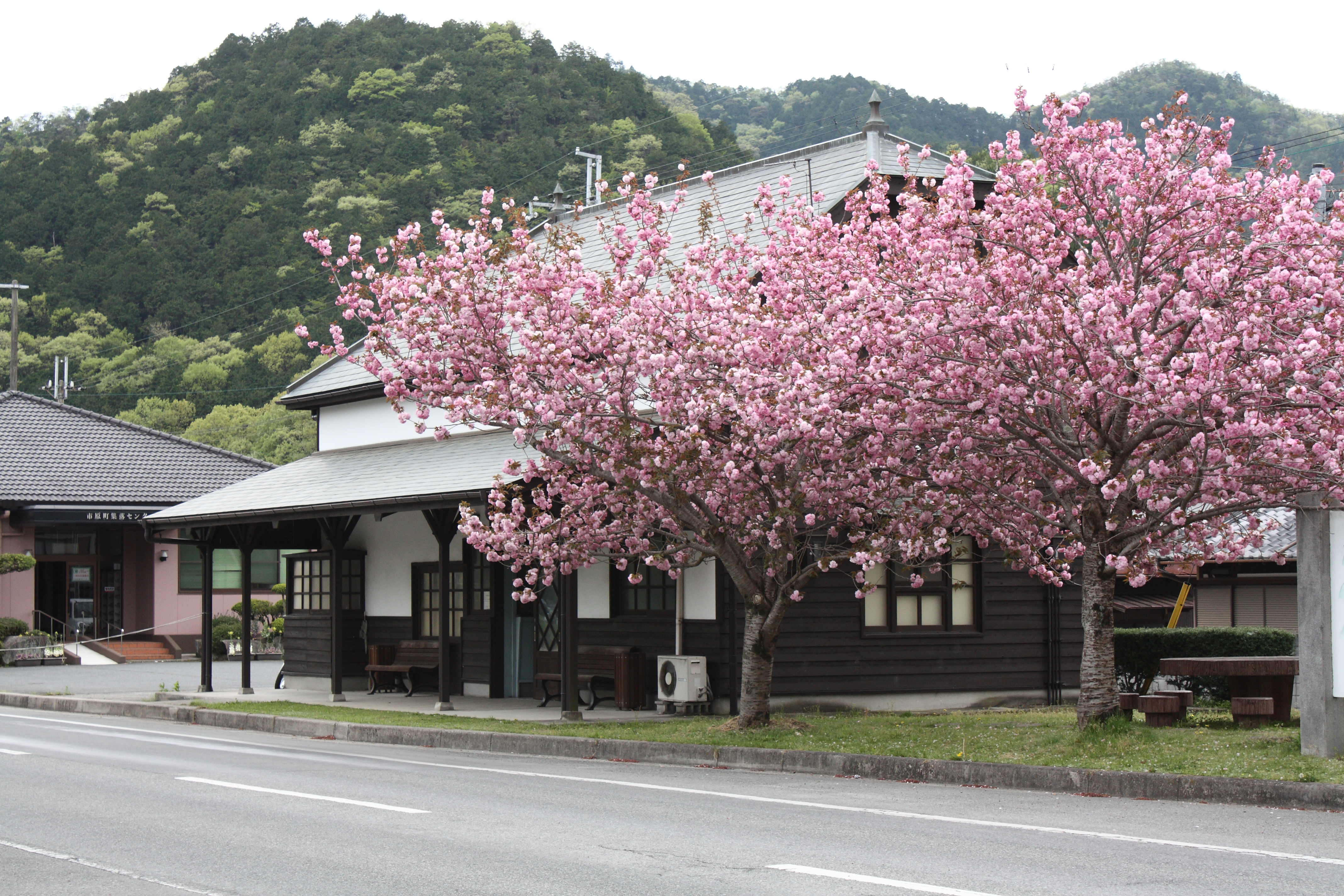
鍛冶屋線市原站資料館（2017年4月）
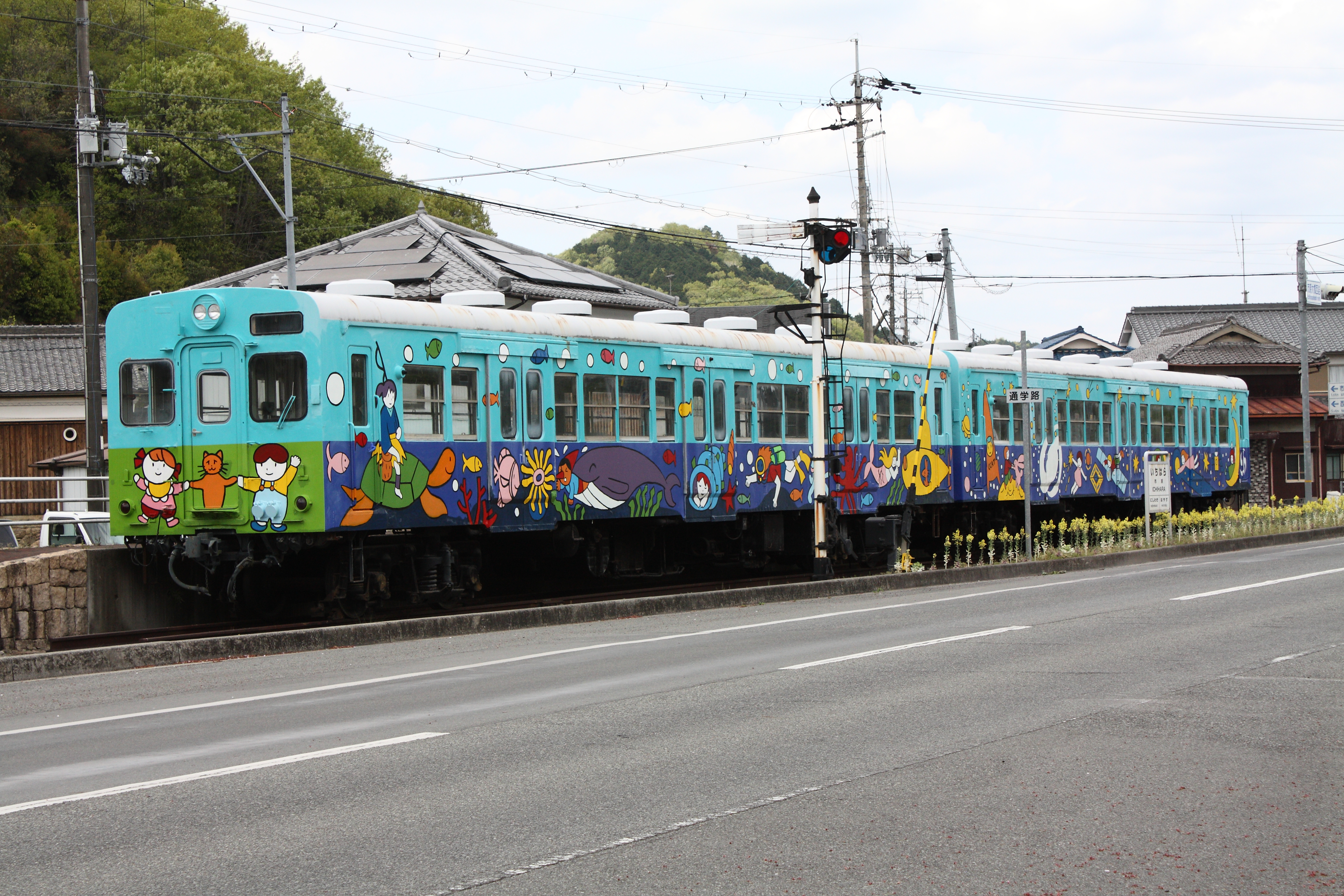
在市原站遺址保存的KiHa30（2017年4月、全景）
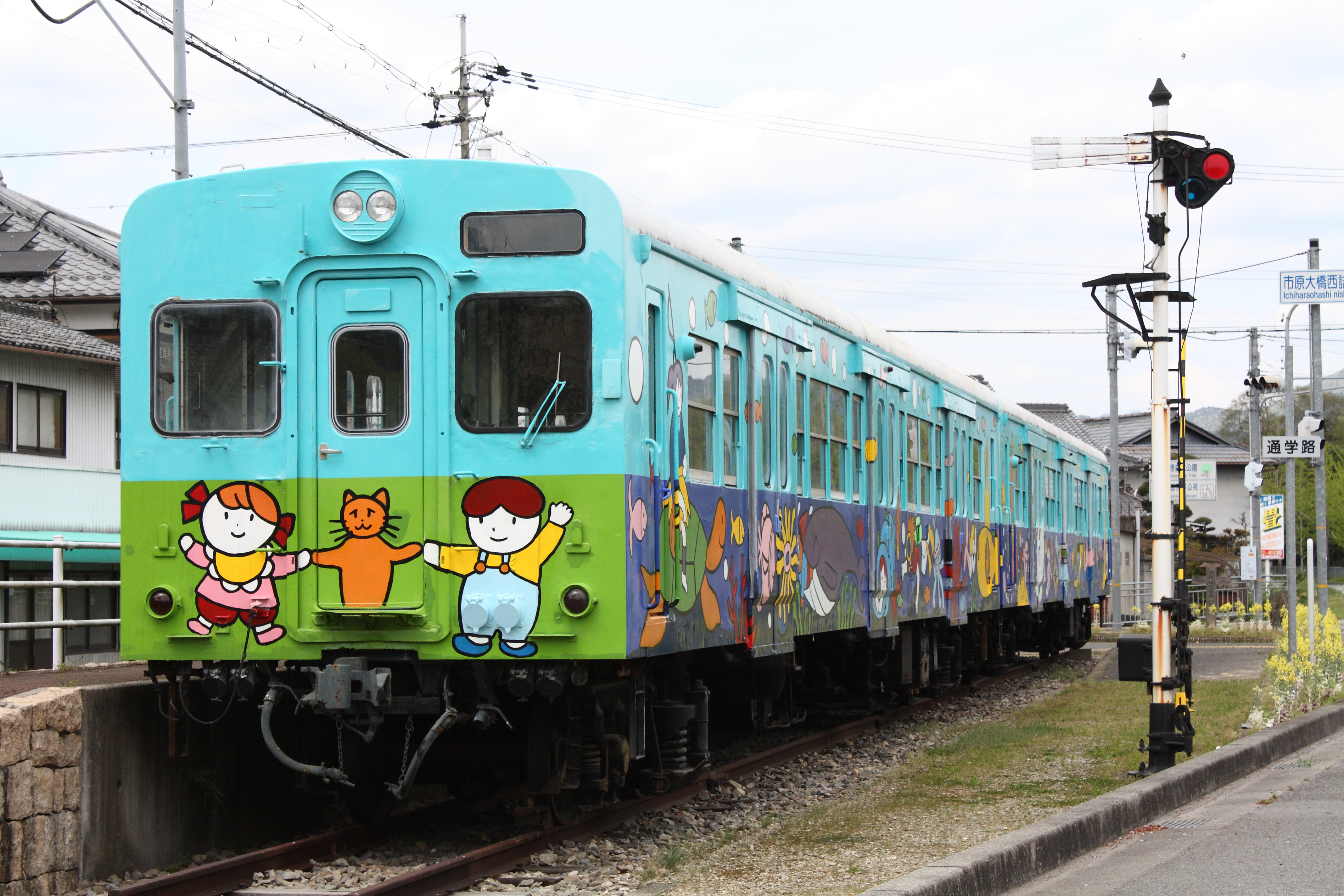
在市原站遺址保存的KiHa30和臂木式號誌機（2017年4月）
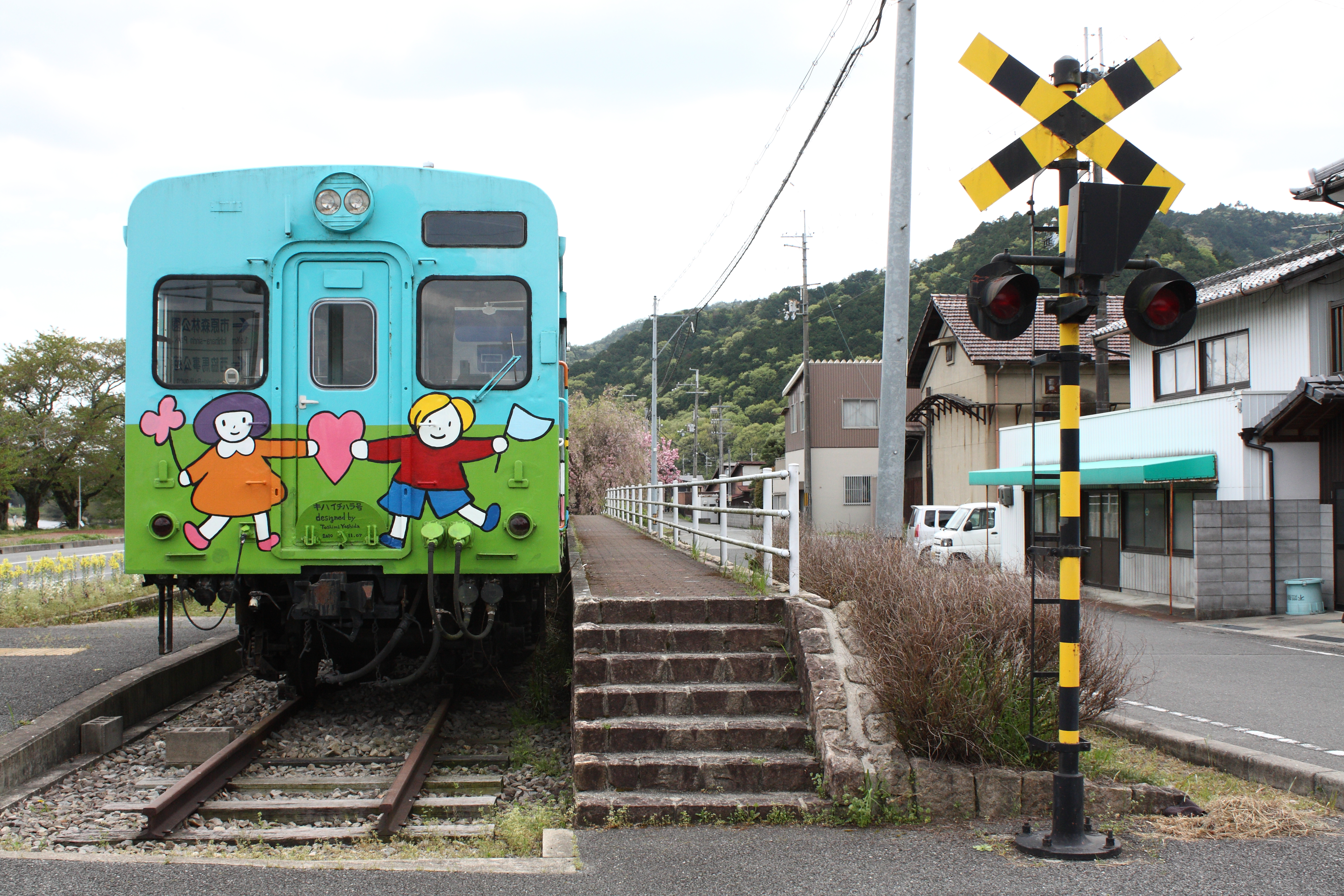
在市原站遺址保存的KiHa30和平交道警報機（2017年4月）

## 相鄰車站
西日本旅客鐵道（JR西日本）
鍛冶屋線
西脇－市原－羽安

## 注腳
1. 1 2 3 4 5 6 7  石野哲 (编).  初版. JTB. 1998-10-01: 243. ISBN 978-4-533-02980-6 （日语）.
2. ↑  . 官報. 1973-10-01 （日语）.
3. ↑  . 鐵道公報 (日本國有鐵道總裁室文書課). 1973-10-01: 9 （日语）.
4. ↑  . 交通新聞 (交通協力会). 1973-10-02: 1 （日语）.
5. ↑  「加古川線　市原駅　鉄道誘致の呼び水に」神戶新聞，昭和52年1月22日
6. ↑  . 文化遺産オンライン. 文化庁.   [2023-12-01]. （原始内容存档于2021-06-23） （日语）.
7. ↑   (PDF). 広報にしわき 平成29年5月号. 西脇市.   [2023-12-01]. （原始内容存档 (PDF)于2024-04-06） （日语）.

## 相關項目
- 日本鐵路車站列表 I

## 外部連結
- 鍛冶屋線市原站紀念館 （页面存档备份，存于）（日語） - 西脇市